# ارد (گراش)
اَرَد شهری از توابع شهرستان گراش در استان فارس ایران است. این شهر مرکز بخش ارد و دهستان ارد می‌باشد. ارد در سال ۱۳۹۶ از روستا به شهر ارتقا یافت.

## نام‌شناسی
نام ارد برگرفته از کلمهٔ ارتا می‌باشد. ارتا نام فرشته‌ای است در دین زرتشت که به ملک رزق و روزی معروف است و روز بیست و پنجم هر ماه به او تعلق دارد. در لغت‌نامهٔ دهخدا، ارد واژه‌ای اوستایی معرفی شده‌است که به معنی راستی و درستی و پاکی و تقدس است. البته لازم است ذکر شود که به گفتهٔ کهنسالان این شهر، نام ارد برگرفته از دو واژهٔ آرد و رد است. به این صورت که در گذشته به علت فراوانی چشمه‌های آب در این منطقه، آسیاب‌های زیادی نیز وجود داشته که از سراسر این منطقه برای آرد کردن گندم به این مکان می‌آمدند و در مسیر برای شناسایی راه توسط دیگران و در ادامه سفرهای خودشان، ردی از آرد به جا می‌گذاشتند. از این رو این منطقه به ارد معروف شد.

## پیشینه
مردم ارد پیش‌تر در هفت تا هشت مکان به صورت جداگانه زندگی می‌کرده‌اند که محور این دسته‌ها و قبیله‌ها در جاشهر کنونی بوده‌است. بعد از مدتی این پراکندگی‌ها که از گود و قلات سهل‌آباد تا میلویه و حتی لاور نیز بوده کم شده و اکثراً در جاشهر زندگی می‌کرده‌اند؛ تا اینکه به علت زلزله‌های زیادی که در آن منطقه رخ می‌داده و خرابی‌های زیادی را به بار می‌آورده، تصمیم می‌گیرند به منطقه‌ای مابین دو کوه کوچ کنند؛ در نتیجه ارد فعلی را که آن زمان تعداد کمی از مردم در آنجا زندگی می‌کردند را برای ادامهٔ زندگی دسته‌جمعی انتخاب می‌کنند.

## موقعیت جغرافیایی
این شهر در ۶۶ کیلومتری غرب شهر گراش، بین دوراهی ارد و گردنهٔ بالنگستان واقع شده‌است. دشت ارد بسیار وسیع می‌باشد؛ به طوری که از شمال به دوراهی ارد، از جنوب به مزارع لاور و کوه بالنگستان، از شرق به جاشهر و میلویه و سپس به روستاهای گزدان و زینل‌آباد و آغصه و از غرب به تیش‌آباد، سهل‌آباد و مهرآباد و نهایتاً به روستای مز می‌رسد. در واقع گردنهٔ بالنگستان همانند دیواری مرز بین دهستان ارد و دهستان فداغ را مشخص می‌کند. این دشت دارای بیش از سه چشمه و زمین‌های کشاورزی است. ارد در گذشته با دارا بودن دوازده رشته قنات در سطح منطقه بی‌نظیر بوده اما در خشکسالی‌های اخیر اکثر قنات‌های آن خشکیده و دچار ریزش شده‌اند.

## مردم و جمعیت
بر اساس سرشماری مرکز آمار ایران در سال ۱۳۹۵، جمعیت شهر ارد ۵٬۰۹۴ نفر شامل ۱٬۵۰۲ خانوار بوده‌است. عده‌ای از مردم این شهر به کار کشاورزی و دامداری مشغول می‌باشند و عمدهٔ محصولات آن گندم، جو، خرما، پنبه و کنجد می‌باشد. عده‌ای دیگر از مردم نیز جهت امرار معاش به شهرهای شیراز و بندرعباس و کشورهای حوزهٔ خلیج فارس مانند قطر، امارات و کویت رفته و در آنجا مشغول فعالیت می‌باشند. ارد دارای افراد خیر زیادی می‌باشد که در زمینه‌های مختلفی در کارهای خیریه شرکت می‌کنند.
اکثر مردمان ارد در حال حاضر در تهران و شیراز به شغل تجارت موبایل وتجهیزات جانبی اشتغال دارند.
مردم ارد اچمی بوده و به زبان اچمی صحبت می‌کنند.

## جاذبه‌های گردشگری
مهم‌ترین جاذبهٔ گردشگری شهر ارد، چشمهٔ آبگرم بِنو می‌باشد. بنو چشمه‌ای با قدمتی بیش از 820 سال است که 
توسط گبریان ساخته شده است و این چشمه از مواد گوگردی تشکیل شده است که برای درمان بیشتر بیماریهای مفصلی مفید میباشد
زمین‌های کشاورزی وسیعی را آبیاری می‌کند و به عقیدهٔ مردم این شهر توسط برادران امام‌زاده بی‌بی شاه‌دختر که مقبرهٔ وی در ۲ کیلومتری شهر قرار دارد حفر و احداث شده‌است، و هم‌اکنون به دلیل خشکسالی‌های متعدد، آب آن بسیار کم شده‌است. این چشمه با دارا بودن خاصیت درمانی هر ساله توجه عدهٔ زیادی از مردم شهرهای اطراف را به خود جلب می‌کند. خنک بودن آب آن در تابستان و گرم بودن آن در فصل زمستان از ویژگی‌های منحصر به فرد این چشمه می‌باشد. این چشمه سه سرچشمه دارد که یکی آب گرم و دومی آب سرد و دیگری آب ولرم می‌باشد که ترکیب آن‌ها آبی ملایم با خاصیت درمانی به وجود آورده‌است.
متأسفانه بسیاری از آثار تاریخی ارد که قدمت برخی از آن‌ها به بیشتر از ۱۰۰۰ سال می‌رسیده‌است، غارت یا تخریب شده‌اند که از آن جمله می‌توان به چهارطاقی، چهارانبار، سنگ‌قبرهای بسیار قدیمی، آسیاب‌های قدیمی و غیره اشاره کرد. کلات ارد که در زمان قدیم از مردم ارد جهت هجوم دشمنان جلوگیری می‌کرده‌است، پیشینه‌ای بسیار قدیمی دارد.
یکی دیگر از جاذبه های بخش ارد، وجود نخلستان ها و گیاهان سرسبز و منحصر به فردی است که در فصل بهار می رویند. علی رغم تابستان سوزان و خشک، بهار ارد در آن منطقه زبان زد خاص و عام است و با سرسبزی شمال کشور برابری می کند. گیاهان دارویی و سبزیجات بسیاری  در دشت و کوه های ارد می روید از جمله: آنقوزه ،آویشن، شربتی، مروتلخ، کاسنی، خار شتر، خاکشیر، بابونه، اسفناج، ثعلب، رازیانه رومی، بادام کوهی، روناس، خار مریم، و... .

## اماکن مذهبی
در ارد اماکن مذهبی زیادی وجود دارد که در ماه‌های مختلف سال از جمله رمضان و محرم میزبان مردم شهر می‌باشند. از جملهٔ این اماکن می‌توان به حسینیهٔ ارشاد، حسینیهٔ خامس آل‌عبا و حسینیهٔ اباالفضل(ع)(اسلام آباد) و سالن فرهنگی مذهبی الزهرا اشاره کرد. ارد دارای ۷ مسجد است که مسجد جامع ارد و مسجد صاحب‌الزمان مشهورتر می‌باشند. همچنین زینبیهٔ ارد که در محلهٔ اسلام‌آباد قرار دارد، در روزهای شهادت و ولادت میزبان بانوان شهر ارد است. ارد اولین دهستان کشور است که در آن نماز جمعه برگزار شد.
امامزاده‌ها: شاه‌غیب، هفت‌تن، بی‌بی شاه‌دختر

## شهرداری ارد
- اولین شهردار ارد، روح الله جمالی بود.